# Tullos
Tullos is een plaats (town) in de Amerikaanse staat Louisiana, en valt bestuurlijk gezien onder La Salle Parish en Winn Parish.

## Demografie
Bij de volkstelling in 2000 werd het aantal inwoners vastgesteld op 419.
In 2006 is het aantal inwoners door het United States Census Bureau geschat op 416, een daling van 3 (-0.7%).

## Geografie
Volgens het United States Census Bureau beslaat de plaats een oppervlakte van
4,0 km², waarvan 3,9 km² land en 0,1 km² water. Tullos ligt op ongeveer 28 m boven zeeniveau.
In december 1953 bereikte een tornado het dorp die voor enorme schade zorgde. De tornado kostte twee kinderen het leven en 15 anderen raakten gewond.

## Plaatsen in de nabije omgeving
De onderstaande figuur toont nabijgelegen plaatsen in een straal van 24 km rond Tullos.